# O'Higginsmeer/San Martínmeer
Het O'Higginsmeer (Chileense benaming) of San Martínmeer (Argentijnse benaming) is een meer op de grens van Chili en Argentinië, in het gebied Patagonië. Met een maximale diepte van 836 meter is het het diepste meer van Noord- en Zuid-Amerika.

## Geografie
Het meer is onregelmatig gevormd, met acht armen, vier in elk land. Het heeft een totale oppervlakte van 1.013 km2, waarvan 554 in de Chileense regio Aysén en 459 in de Argentijnse provincie Santa Cruz. Het wateroppervlak ligt op 250 meter boven de zeespiegel.
De Chileense rivier de Mayer neemt het grootste deel van de watertoevoer voor zijn rekening, terwijl de Pascua het water afvoert richting Argentinië, gemiddeld met 510 m3/s.
Aan de Chileense kant liggen meerdere gletsjers, waaronder de O'Higginsgletsjer. Dit veroorzaakt de aanwezigheid van rock flour, waardoor het water een lichtblauwe, melkachtige kleur heeft.

## Benaming
Beide benamingen verwijzen naar vrijheidsstrijders, te weten de Chileen Bernardo O'Higgins en de Argentijn José de San Martín, die nog zij aan zij gevochten hebben.
De vier armen aan Argentijnse zijde heten Cancha Rayada, Chacabuco, Maipú en De la Lancha, naar veldslagen waarbij generaal San Martín betrokken was.

## Geschiedenis
Het gebied rond het meer is nogal droog en winderig, waardoor het tot 1910 duurde tot immigranten zich er vestigden, in dit geval Britten, Scandinaviërs en Zwitsers die er schapen hielden voor de wolproductie.